# Bolbitis lanceolata
Bolbitis lanceolata är en träjonväxtart som beskrevs av S. K. Wu och J.Y.Xiang. Bolbitis lanceolata ingår i släktet Bolbitis och familjen Dryopteridaceae. Inga underarter finns listade.